# Флаги Магаданской области
Список флагов муниципальных образований Магаданской области Российской Федерации.
На 1 января 2020 года в Магаданской области насчитывалось 9 муниципальных образований — 9 городских округов.

## Флаги городских округов
| Флаг | Наименование                                    | Дата утверждения                 | Номер в ГГР |
| ---- | ----------------------------------------------- | -------------------------------- | ----------- |
|      | Флаг муниципального образования «Город Магадан» | 1 июля 1999                      | 602         |
|      | Флаг Ольского городского округа                 | 15 ноября 2019                   | 12720       |
|      | Флаг Омсукчанского городского округа            | 3 августа 2016                   | 11104       |
|      | Флаг Северо-Эвенского городского округа         | 26 декабря 2012 12 сентября 2016 | 8338        |

| Флаг       | Наименование                          | Дата утверждения | Номер в ГГР |
| ---------- | ------------------------------------- | ---------------- | ----------- |
|            | Флаг Среднеканского городского округа | 3 ноября 2006    | не внесён   |
|            | Флаг Сусуманского городского округа   | 25 сентября 2008 | 4524        |
|            | Флаг Тенькинского городского округа   | 13 февраля 2018  | 11768       |
| нет данных | Флаг Хасынского городского округа     |                  |             |
|            | Флаг Ягоднинского городского округа   | 22 мая 2019      |             |

## Флаги упразднённых муниципальных образований
| Флаг | Наименование                                                  | Дата утверждения | Номер в ГГР | Примечания |
|      | Флаг городского поселения «город Сусуман» Сусуманского района | 19 февраля 2009  | 4823        | Законом Магаданской области от 8 апреля 2015 года № 1886-ОЗ, 1 мая 2015 года все муниципальные образования Сусуманского района — городские поселения «город Сусуман», «посёлок Холодный», «посёлок Мяунджа» и сельское поселение «посёлок Широкий» — были преобразованы, путём их объединения, в муниципальное образование «Сусуманский городской округ» с административным центром в городе Сусумане. |

## Упразднённые флаги
| Флаг | Наименование                                        | Дата утверждения | Дата отмены      |
| ---- | --------------------------------------------------- | ---------------- | ---------------- |
|      | Флаг Ольского городского округа                     | 29 июня 2005     |                  |
|      | Флаг муниципального образования «Сусуманский район» | 22 февраля 2002  | 31 января 2007   |
|      | Флаг муниципального образования «Сусуманский район» | 29 апреля 2008   | 25 сентября 2008 |

| Флаг | Наименование                                        | Дата утверждения | Дата отмены |
| ---- | --------------------------------------------------- | ---------------- | ----------- |
|      | Флаг муниципального образования «Ягоднинский район» | 2015             |             |